# Klostersee (Dargun)
Der Klostersee liegt westlich von Dargun im Landkreis Mecklenburgische Seenplatte im mecklenburgischen Landesteil von Mecklenburg-Vorpommern. Der See hat eine Größe von etwa 25 Hektar. Er ist etwa 1350 Meter lang und durchschnittlich 180 Meter breit.
Er wurde wahrscheinlich im 14. Jahrhundert von den Mönchen des Klosters Dargun angelegt, die dazu den Röcknitzbach mittels eines Dammes aufstauten. Die Zisterzienser nutzten die Energie des aufgestauten Wassers, um unterhalb des Sees die Wassermühle Dargun zu betreiben. Außerdem sicherte der Stausee die Wasserversorgung der nahegelegenen Klausur und diente als Fischereigewässer.